# Карлсруе (округ)
Урядовий округ Карлсруе (нім. Regierungsbezirk Karlsruhe) — один із чотирьох Урядових округів землі Баден-Вюртемберг в Німеччині. Центром округу є місто Карлсруе.

## Географія
Урядовий округ Карлсруе розташований в північно-західній частині Баден-Вюртемберга. 
На півдні округ межує з округом Фрайбург, на заході — з Рейнланд-Пфальц, на півночі — з Гессен і на сході – з округом Штутгарт . Сучасні межі округу сформували після реформи 1 січня 1973року.

## Історія
Урядовий округ був сформований в 1952 році при створенні південно-західної країни Баден-Вюртемберг і називався «Урядовий округ північний Баден». Уряд округу відповідав за північні землі колишньої країни Баден і відповідно, баденську частину федеральної землі Баден-Вюртемберг, створену після Другої світової війни із американської зони окупації.
Під час адміністративної реформи, яка набрала чинності 1 січня 1973 року, компетенція уряду розширилась на південь і схід. В свою чергу північно-східна частина округу відійшла до округу Штутгарт.

## Демографія
Густота населення в окрузі становить 396 чол./км² (дані 30 червня 2008р.)
| Рік             | Населення |
| --------------- | --------- |
| 31. грудня 1973 | 2.400.336 |
| 31. грудня 1975 | 2.379.443 |
| 31. грудня 1980 | 2.400.396 |
| 31. грудня 1985 | 2.400.024 |
| 27. травня 1987 | 2.395.523 |

| Рік             | Населення |
| --------------- | --------- |
| 31. грудня 1990 | 2.532.487 |
| 31. грудня 1995 | 2.644.430 |
| 31. грудня 2000 | 2.684.425 |
| 31. грудня 2005 | 2.732.455 |
| 31. грудня 2007 | 2.739.274 |

## Управління
Вищим органом управління округу є уряд (нім. Regierungspräsidium) , розташований в Карлсруе. 
Президенти округу Карлсруе з 1975 року:
- 1975–1985: Трудперт Мюллер (Trudpert Müller)
- 1986–1988: Адольф Берінгер (Adolf Bieringer)
- 1988–1994: Карл Мілтнер (Karl Miltner)
- 1994–2005: Герлінде Хеммерле (Gerlinde Hämmerle)
- 2005-2012: Рудольф Кюхнер (Rudolf Kühner)
- з 2012: Ніколетт Крессль (Nicolette Kressl)

## Склад
- 3 регіони
- 7 районів та 5 вільних міст

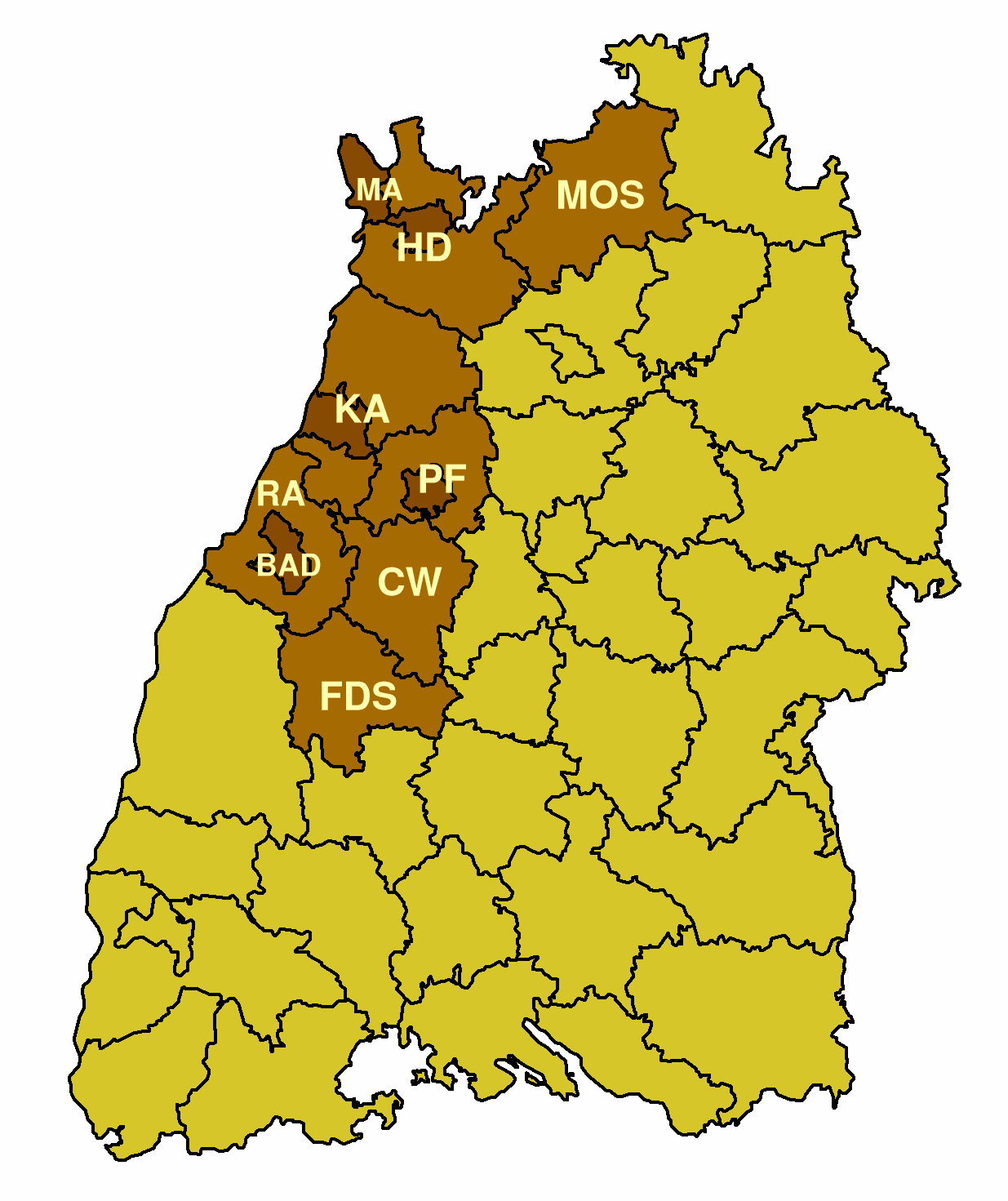
Розташування округу Карлсруе на карті Баден-Вюртембергу

- 211 муніципалітетів, в тому числі 21 місто районного значення[3]

До складу округу входять такі регіони:
Rhein-Neckar
вільне місто Гайдельберг (HD)
вільне місто Маннгейм (MA)
Неккар-Оденвальд (MOS)
Рейн-Неккар (HD)
Mittlerer Oberrhein
вільне місто Баден-Баден (BAD)
вільне місто Карлсруе (KA)
Карлсруе (KA)
Раштат (RA)
Nordschwarzwald
Вільне місто Пфорцгейм (PF)
Енц (PF)
Кальв (CW)
Фройденштадт (FDS)
20 міст районного значення:
- Бреттен (Bretten)
- Брухзаль (Bruchsal)
- Бюль (Баден) (Bühl (Baden))
- Вагойзель (Waghäusel)
- Вайнгайм (Weinheim)
- Віслох (Wiesloch)
- Гаггенау (Gaggenau)
- Еттлінген (Ettlingen)
- Зінсгайм (Sinsheim)
- Кальв (Calw)
- Лаймен (Баден) (Leimen (Baden))
- Мосбах (Mosbach)
- Мюлакер (Mühlacker)
- Нагольд (Nagold)
- Райнштеттен (Rheinstetten), з 1 січня 2005р.
- Раштат (Rastatt)
- Фройденштадт (Freudenstadt)
- Гоккенгайм (Hockenheim)
- Горб-ам-Неккар (Horb am Neckar)
- Шветцінген (Schwetzingen)
- Штутензее (Stutensee)